# Осек (Чехия)
Осек (чеш. Osek, нем. Ossegg) — город на западе Чешской Республики, в районе Теплице Устецкого края.

## История
В 1206 году в районе Осека началось строительство Осекского монастыря; уже в 1208 году были освящены главный алтарь и кладбище. Монастырь получил значительную собственность в виде земель и целых деревень. Под свою защиту монастырь взяли чешский король Пржемысл Отакар I и папа Иннокентий III. Монастырь быстро разрастался за счёт приобретения новых земель и нового имущества. Дальнейшее развитие города связано с дворянином Борешем Ризмбуркским из рода Храбишици. В 1240—1250 годах он построил здесь замок Ризенбург. Бореш в 1248 году встал на сторону короля Вацлава I, однако, победил Пржемысл Отакар II. В качестве мести, через год монастырь был разграблен. В экономике города XIV века главную роль играли добыча серебра и олова. Добытая руда в соответствии с договором разделялась между монастырём и Храбишицами пополам, однако при том, что монастырь процветал, дворянский род всё более и более беднел, пока полностью не пресёкся в первой половине XVI столетия.
Монастырь был сожжён и дважды разграблен гуситами. В 1640 году монастырь, а также сам город и прилегающие сёла были разграблены шведскими войсками. Облик Осека сильно меняется в XIX веке: развивается добыча бурого угля и транспорт. По данным на 1843 год здесь было 118 домов и 851 житель. В 1869—1871 годах строятся железные дороги, связавшие деревню с Хомутовым и Усти-над-Лабем. Осек получил статус города в 1872 году. В 1913 году были объединены части, известные как Старый и Новый Осек. На тот момент в городе проживали 5200 человек. Во время Второй мировой войны большинство чехов были вынуждены покинуть город, при этом население Осека сократилось с 9360 до 7700 человек.
В 1992 году монастырь Осека был возвращён цистерцианцам, а через 3 года объявлен памятником культуры. В 1996 году отмечалось 800 лет с момента создания монастыря.

## География
Расположен в Рудных горах, примерно в 8 км к западу от города Теплице и в 15 км от границы с Германией.

## Население
| Год  | Численность | Численность |
| ---- | ----------- | ----------- |
| 1869 | 2378        | [ 5 ]       |
| 1880 | 3418        | [ 5 ]       |
| 1890 | 5117        | [ 5 ]       |
| 1900 | 6100        | [ 5 ]       |
| 1910 | 6251        | [ 5 ]       |
| 1921 | 6174        | [ 5 ]       |
| 1930 | 9366        | [ 1 ]       |
| 1950 | 4066        | [ 5 ]       |
| 1961 | 4227        | [ 5 ]       |
| 1970 | 3728        | [ 5 ]       |
| 1980 | 5663        | [ 5 ]       |
| 1991 | 5194        | [ 5 ]       |
| 2001 | 5030        | [ 5 ]       |
| 2011 | 4800        | [ 5 ]       |
| 2014 | 4836        | [ 6 ]       |
| 2016 | 4773        | [ 7 ]       |
| 2017 | 4770        | [ 8 ]       |
| 2018 | 4754        | [ 9 ]       |
| 2019 | 4757        | [ 10 ]      |
| 2020 | 4728        | [ 11 ]      |
| 2021 | 4670        | [ 12 ]      |
| 2022 | 4596        | [ 13 ]      |
| 2023 | 4603        | [ 14 ]      |
| 2024 | 4558        | [ 3 ]       |

## Галерея
- Церковь в монастыре Осека
- Южная часть города
- Торговый центр
- Й. Грус. Мемориал жертвам катастрофы 1934 года в Осеке